# Спасоје Радојичић
Спасоје Радојичић (Београд, 21. мај 1860 — Београд 18. фебруар 1922) био је српски правник и професор Велике школе.
Право је завршио на Великој школи у Београду (1883), затим у Паризу (1888). Био је редовни професор трговачког и меничног права на Правном факултету Велике школе од 1892.
Од 1902. био је касациони судија, 1913. државни саветник, али је све до своје смрти остао хонорарни професор трговачког и меничног права.
Његов син био је историчар и академик Ђорђе Радојичић. 